# William Styron
William Clark Styron, Jr. (Newport News, Virgínia, 11 de junho de 1925 – Martha's Vineyard, Massachusetts, 1 de novembro de 2006) foi um escritor estadunidense.
William Styron ficou famoso por dois romances, As Confissões de Nat Turner, e A Escolha de Sofia. Este último foi adaptado para o cinema no início da década de oitenta, com Meryl Streep interpretando a personagem título, numa atuação antológica que lhe valeu o Óscar de Melhor Atriz. Embora tenham feito enorme sucesso, os dois livros foram bastante criticados, As Confissões de Nat Turner por supostamente 'distorcer' a história dos negros nos EUA, e A Escolha de Sofia por sua abordagem do drama dos judeus durante o Holocausto.
Morreu vitimado por pneumonia.

## Obras
- 1951 - Um leito nas trevas - no original Lie Down in Darkness;
- 1956 - The Long March;
- 1960 - Que o fogo consuma esta casa - no original Set This House on Fire;
- 1967 - As confissões de Nat Turner - no original The Confessions of Nat Turner (venceu o Prémio Pulitzer de Ficção de 1968);
- 1973 - In the Clap Shack
- 1979 - A escolha de Sofia - no original Sophie's Choice;
- 1993 - This Quiet Dust and Other Writings;
- 1990 - Visível escuridão: memórias da loucura - no original Darkness Visible: A Memoir of Madness;
- 1993 - A Tidewater Morning: Three Tales from Youth;
- 1993 - Inheritance of Night: Early Drafts of Lie Down in Darkness;
- 2008 - Havanas in Camelot: Personal Essays;
- 2009 - The Suicide Run: Fives Tales of the Marine Corps;
- 2012 - Selected Letters of William Styron